# Agnibilékrou
Agnibilékrou är en ort i Elfenbenskusten. Den ligger i distriktet Comoé, i den östra delen av landet, 230 km öster om huvudstaden Yamoussoukro. Folkmängden uppgår till cirka 50 000 invånare.